# Timoulay
Timoulay (franska: Timoulay (CR), Timoulay (Commune Rurale), arabiska: تغجيجت) är en kommun i Marocko.   Den ligger i provinsen Guelmim och regionen Guelmim-Oued Noun, i den centrala delen av landet, 600 km söder om huvudstaden Rabat. Antalet invånare är 5 433.